# Miyana pella
Miyana pella är en fjärilsart som beskrevs av Hans Fruhstorfer 1907. Miyana pella ingår i släktet Miyana och familjen praktfjärilar. Inga underarter finns listade i Catalogue of Life.